# Derek Foster (baron Foster de Bishop Auckland)
Derek Foster (25 juin 1937 - 5 janvier 2019) est un homme politique travailliste britannique qui est député de Bishop Auckland, dans le comté de Durham, de 1979 à 2005.

## Carrière politique
Foster est élu pour la première fois pour représenter Bishop Auckland aux élections générales de 1979 et occupe ce siège jusqu'à sa retraite en 2005. Il est whip en chef de l'opposition entre 1985 et 1995, devenant membre du Conseil privé en 1993. Après que Tony Blair soit devenu chef en 1994, il est désireux de nommer un nouveau whip en chef et demande à Foster de se retirer, en échange de la promesse d'un siège au Cabinet si et quand le Parti travailliste revenait au pouvoir. Foster accepte finalement et devient chancelier fantôme du duché de Lancastre en 1995.
Cependant, lorsque le Parti travailliste remporte les élections de 1997, Foster est nommé au poste relativement subalterne de secrétaire parlementaire au Bureau du Cabinet, sous David Clark. Après avoir approfondi la question, Foster démissionne du gouvernement après seulement deux jours, et accuse ensuite publiquement Tony Blair d'avoir rompu sa promesse. Il est finalement nommé président de la sous-commission des Communes sur l'emploi, devenant une sorte d'épine dans le pied du gouvernement pendant le premier mandat de Tony Blair. Cependant, le sous-comité de l'emploi est aboli en 2001 et il devient un député d'arrière-ban, se retirant de la Chambre des communes aux élections générales de 2005.
Il est nommé lieutenant adjoint du comté de Durham en 2001. Le 13 mai 2005, il est fait pair à vie, et en juin 2005, la pairie est publiée sous le nom de baron Foster de Bishop Auckland, de Bishop Auckland dans le comté de Durham. Il est décédé le 5 janvier 2019 à l'âge de 81 ans d'un cancer.
Foster est profondément attaché à l'Armée du salut, servant au Sunderland Millfield Corps, tout en étant également membre du Conseil politique des Amis travaillistes d'Israël.